# Wyspa złoczyńców (film)

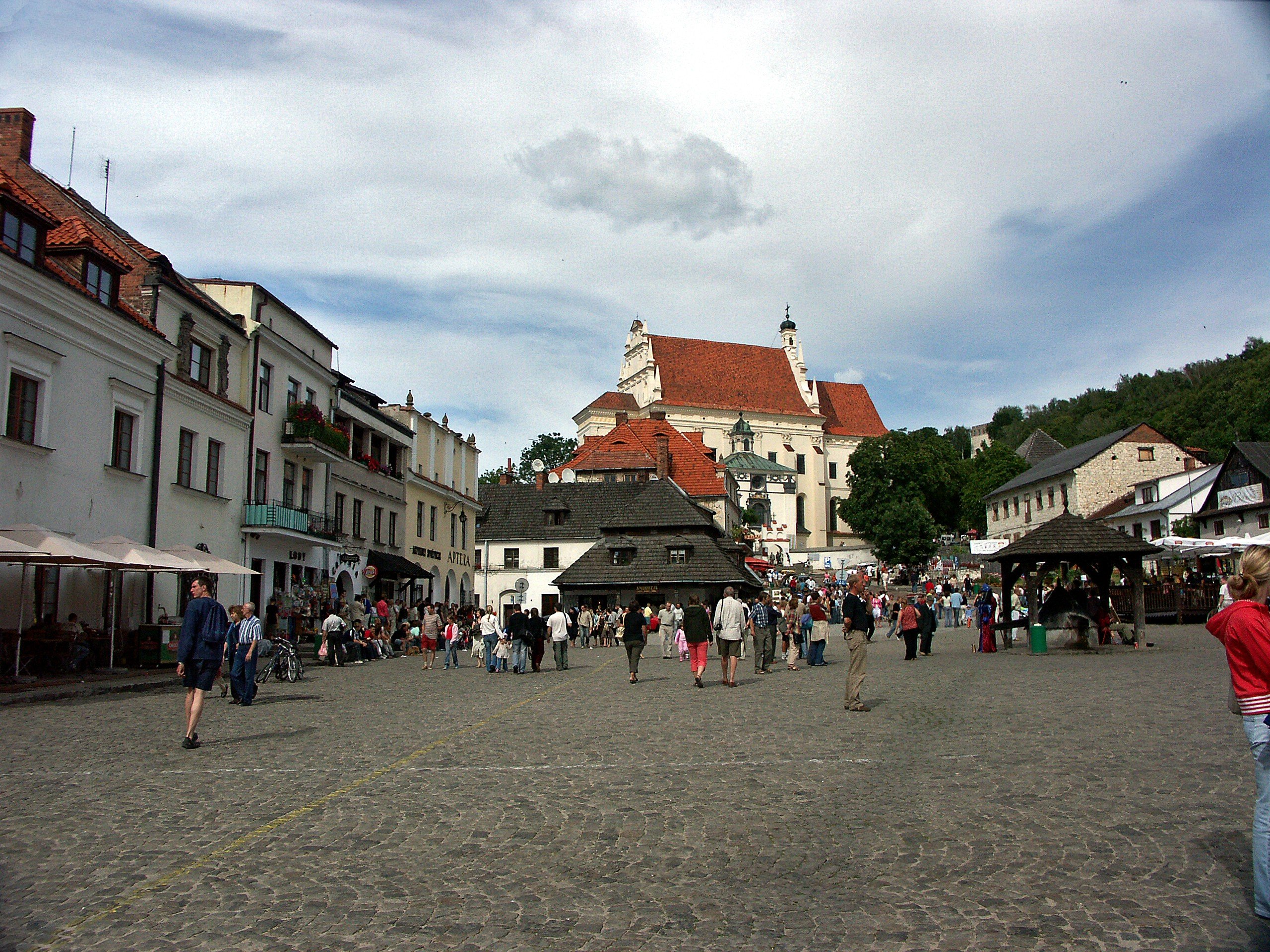
Rynek w Kazimierzu Dolnym nad Wisłą, jedno z miejsc akcji filmu

Wyspa Złoczyńców – polski film fabularny dla młodzieży, zrealizowany w 1965 przez Stanisława Jędrykę w oparciu o scenariusz Zbigniewa Nienackiego. Dialogi filmowe napisał Stanisław Dygat. Scenariusz powstał na podstawie książki Nienackiego Wyspa Złoczyńców, pierwszej z serii powieści o przygodach Pana Samochodzika.
Film nie jest wierną adaptacją książki, zachowuje niektóre wątki ale ma mniej mroczny klimat niż powieść. Akcja filmu rozgrywa się w okolicach Kazimierza Dolnego. W rolę Pana Samochodzika wcielił się Jan Machulski. Pierwotny scenariusz Nienackiego, opatrzony datą 30 stycznia 1964 roku był bliższy pierwowzorowi literackiemu. 
Ciekawostką jest fakt, że w filmie Wyspa Złoczyńców po raz pierwszy pojawia się przydomek głównego bohatera: Pan Samochodzik (w powieści występuje jako Tomasz Włóczęga).

## Obsada
- Jan Machulski (Tomasz – Pan Samochodzik)
- Joanna Jędryka (Zaliczka)
- Aleksander Fogiel (komendant milicji, starszy sierżant)
- Jan Koecher (profesor Opałko)
- Mieczysław Pawlikowski (bandyta w kapeluszu)
- Ryszard Pietruski (Karol, „fotograf”)
- Zygmunt Zintel (Kolasa, przewodnik wycieczek)
- Maciej Błażejowski (harcerz)
- Ryszard Gębicki (harcerz)
- Grzegorz Lipson (harcerz)
- Krzysztof Litwin (student antropologii)
- Halina Machulska (przewodniczka w muzeum)
- Zbigniew Czeski (milicjant Kowalski)
- W. Kowalczyk
- Jerzy Turek (student antropologii)

## Ekipa produkcyjna
- Słowa piosenki Agnieszka Osiecka
- Wykonanie piosenki Marta Kotowska
- Realizacja PP ZZRF Zespół „Rytm”
- Kierownik artystyczny Jan Rybkowski
- Kierownik literacki Jan Gerhard
- Szef produkcji Zygmunt Szyndler

## Zdjęcia
- Kazimierz nad Wisłą, Janowiec, Łódź, Klęk, Mięćmierz[3].